# (227) Философия
(227) Философия (др.-греч. φιλοσοφία) — крупный астероид главного пояса, с очень низким альбедо поверхности, характерным для астероидов спектрального класса C. Астероид был открыт 12 августа 1882 года французскими астрономами братьями Полем и Проспером Анри и назван в честь философии — дисциплины, изучающей фундаментальные принципы бытия.

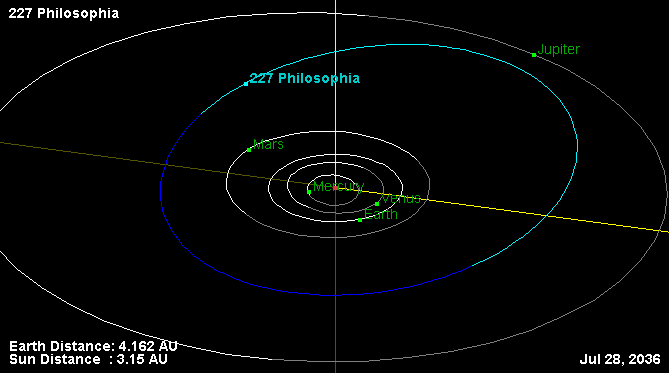
Орбита астероида Философия и его положение в Солнечной системе